# Casa Xifré

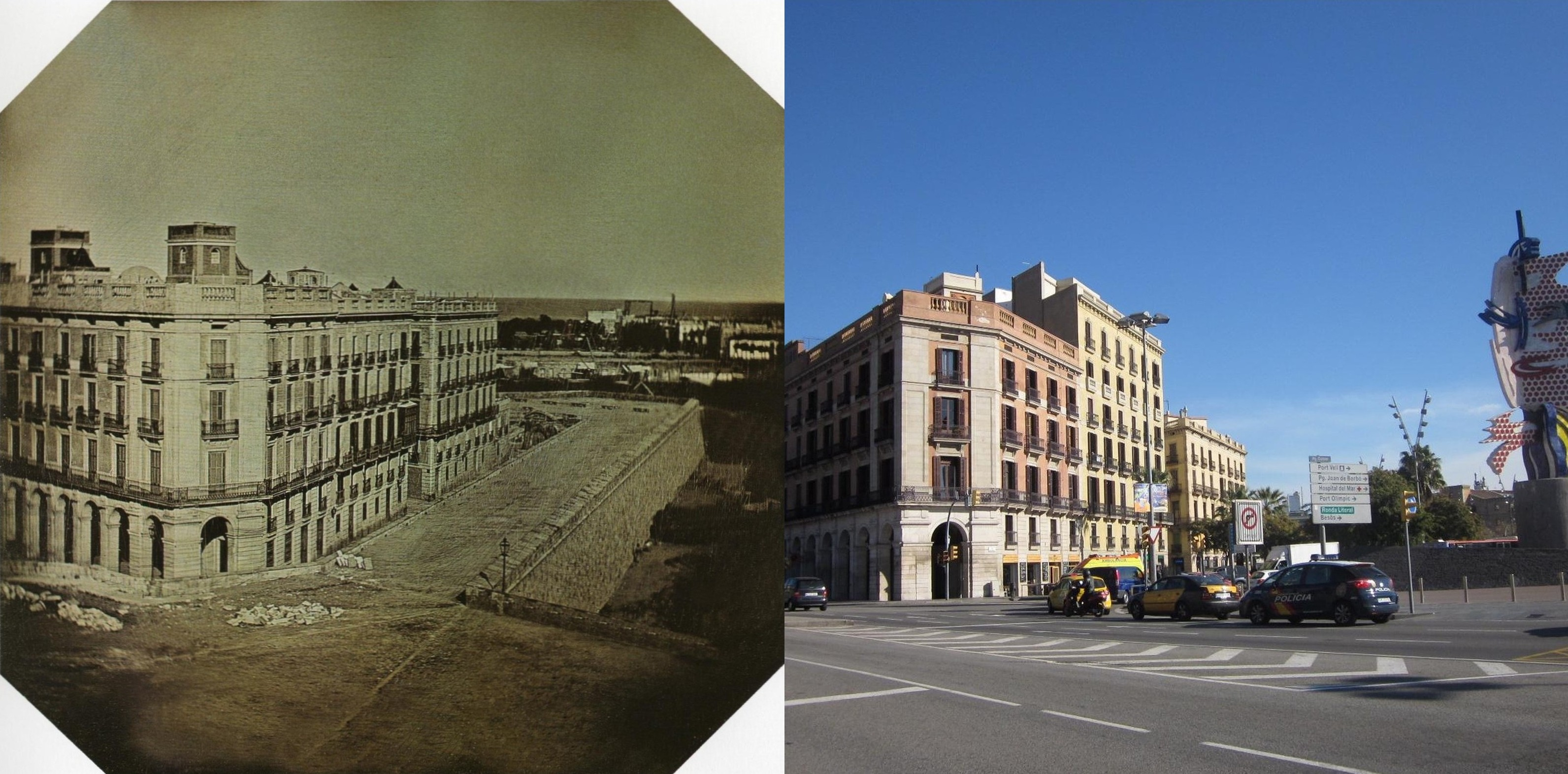
Comparación entre el daguerrotipo de la casa Vidal Quadras, cerca de la Casa Xifré, en el año 1848 y la misma casa en 2011.

La casa de Xifré o casa Xifré es uno de los edificios representativos de Barcelona.

## Historia
Se terminó en 1840 por los arquitectos Francesc Vila y Josep Boixareu, por encargo de José Xifré y Casas, en el paseo de Isabel II, frente al edificio de la Bolsa y la Lonja de Barcelona, y junto a la derribada muralla del mar. El edificio comenzó a construirse en 1836, y a lo largo de la fachada se pueden ver una serie de medallones con personajes notables y otros con motivos de tipo mitológico, a los que diversos autores confieren un sentido de simbología masónica. Está dotado de unos soportales conocidos como los Porxos d'en Xifré, en los que se encuentra desde su construcción el famoso restaurante 7 Portes.
El día 10 de noviembre de 1839 este edificio fue el primero en ser fotografiado en España junto a la Lonja, lo que fue un acontecimiento en la ciudad ya que se solicitó la colaboración ciudadana para realizar la toma; sin embargo no se conserva el daguerrotipo original. El encargado de realizar la fotografía fue Ramón Alabern.
Existe otro daguerrotipo posterior, identificado erróneamente como de este edificio, realizado en septiembre de 1848. Hay que tener en cuenta que este daguerrotipo tiene la imagen invertida lateralmente, de forma que lo que parece ser la casa Xifré es la vecina casa Vidal Quadras, tomada desde el Paseo de Colón. Además, la casa Xifré es de planta totalmente rectangular, con esquinas en ángulo recto; mientras que la vecina manzana de la casa Vidal Quadras tiene una planta irregular; aunque en el paseo de Isabel II también tiene soportales, y un estilo similar, pero con decoración más austera. Ambas casas fueron encargadas por indianos, pues los señores Xifré y Vidal Quadras se enriquecieron en América y regresaron a Cataluña.

## Cubierta verde

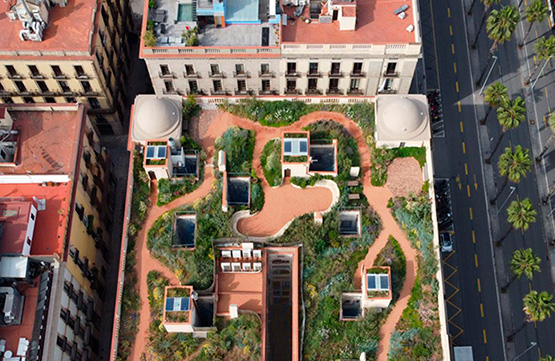
Vista aérea de la cubierta

Desde principios del 2020, el conjunto cuenta con una cubierta verde naturalizada que comprende actualmente 4 de los 10 edificios del conjunto. El proyecto original tiene la ambición de naturalizar el 100% de la cubierta común a todo el conjunto con un total de casi 5000 m2 de espacios naturales y sociales. Se trata de un proyecto pionero en la ciudad, que ganó el primer concurso de diseño de cubiertas verdes del Ayuntamiento de Barcelona y fue galardonado por la Comisión Europea con el premio New European Bauhaus en 2021.

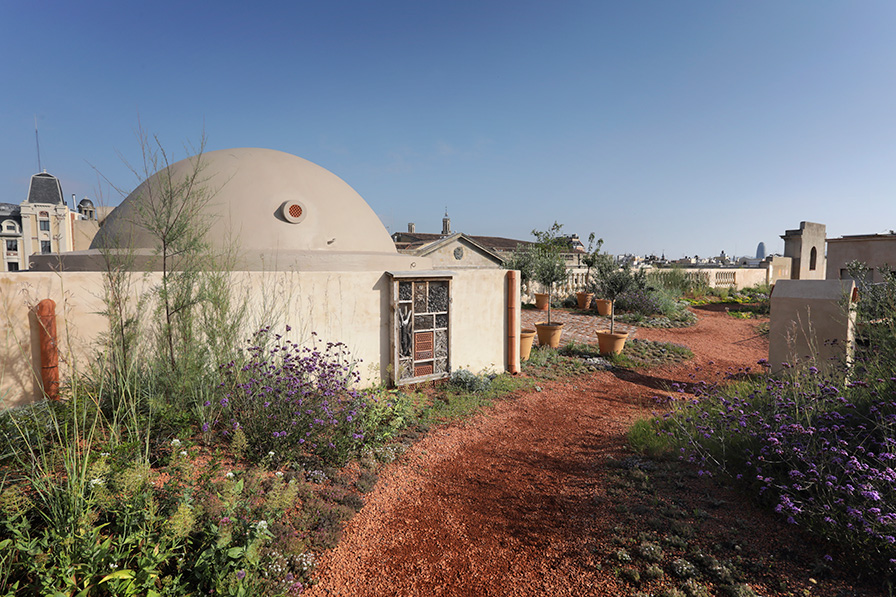
Vista del hotel de insectos y el camino de ladrillo triturado

La cubierta cuenta con más de 50 especies de plantas y contribuye a la recuperación del ecosistema local generando nuevos hábitats para la biodiversidad presente en la ciudad. El espacio cuenta también con una serie de elementos que la hacen autosuficiente: sistema de recogida de aguas pluviales, paneles solares y un sistema de compostaje.
El diseño a cargo del estudio barcelonés MataAlta transforma la azotea del conjunto en un jardín mediterráneo, restaurando y preservando la estructura y los materiales originales del edificio. La cubierta se conforma a partir de unas dunas de tierra, bancos y caminos que actúan como lastre de las capas técnicas no adheridas, lo que implica que no existe ninguna unión directa con el edificio y se trata de un proyecto reversible sin impacto permanente.
El proyecto acoge varios estudios piloto promovidos por el Ayuntamiento de Barcelona en relación con la resiliencia climática, ya que se trata de un proyecto único en sus características. Cuando el proyecto se finalice será la mayor cubierta verde de Barcelona constituida sobre un edificio residencial.